# Expositurkirche Kühtai

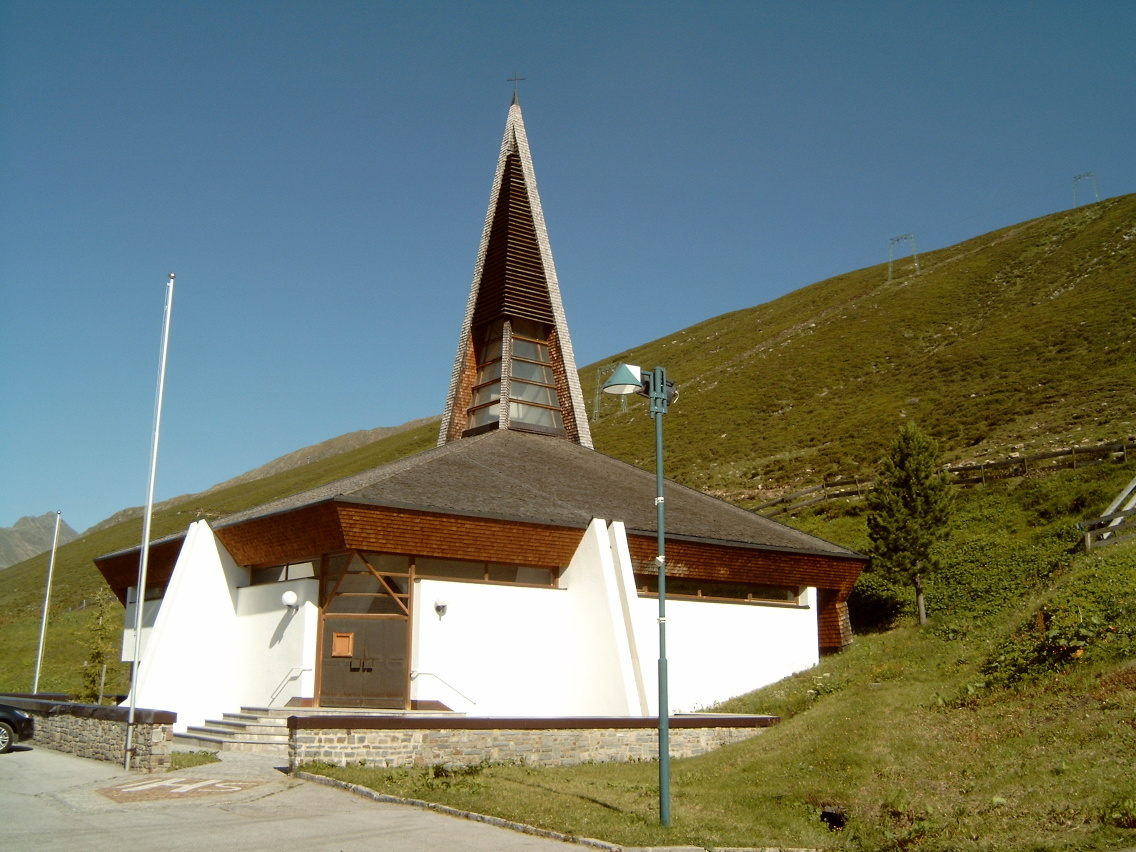
Kath. Expositurkirche Mariä Heimsuchung in Kühtai

Die römisch-katholische Expositurkirche Kühtai steht im Ortsteil Kühtai der Gemeinde Silz in Tirol (Österreich). Die Expositurkirche Mariä Heimsuchung gehört zum Dekanat Silz in der Diözese Innsbruck. Die Kirche steht unter Denkmalschutz. Sie ist auf einer Seehöhe von 2020 m die höchstgelegene Kirche Österreichs.

## Geschichte
Die Kirche wurde im Jahre 1976 nach den Plänen der Architekten Hans und Ingo Feßler errichtet. Bischof Paulus Rusch weihte die Kirche am 25. September 1977 auf das Patrozinium Mariä Heimsuchung.

## Architektur
Das Kirchengebäude hat einen annähernd quadratischen Grundriss und einen hinten beim Hang angestellten Kirchturm.

## Ausstattung
Zur Einrichtung der Kirche gehört ein monumentales gotisches Kruzifix aus Friaul aus dem 14. Jahrhundert.